# Кочержинцы
Кочержи́нцы (укр. Кочержи́нці) — село в Уманском районе Черкасской области Украины.

## Население
Население по переписи 2001 года составляло 1363 человека.

### Языковой состав
Родной язык населения по данным переписи 2001 года:
| Язык       | Численность, чел. | Доля     |
| ---------- | ----------------- | -------- |
| Украинский | 1 338             | 98,17 %  |
| Русский    | 21                | 1,54 %   |
| Другое     | 4                 | 0,29 %   |
| Итого      | 1 363             | 100,00 % |

## История
В июле 1995 года Кабинет министров Украины утвердил решение о приватизации находившегося здесь совхоза.
В селе родился Копычко Афанасий Романович — советский военный деятель, Генерал-майор (1942 год).

## Местный совет
20341, Черкасская обл., Уманский р-н, с. Кочержинцы, ул. Ленина, 1а